# 趙源濬
趙源濬（?—?），江蘇省常州府陽湖縣人，清朝政治人物。
光緒三年（1877年），参加丁丑科殿試，登三甲第98名同進士出身。同年五月，經吏部掣簽，授即用知縣。